# Калінчук Василь Антонович
Калінчук Василь Антонович (*12 грудня 1941 року, Агеївська, Одеська обл.) — український політик. Кандидат економічних наук, голова ради Української корпорації інтенсивного садівництва та розсадництва.

## Біографія
Народився 12 грудня 1941 році в селі Агеївка, Любашівського району, в Одеській області. За національністю українець.

### Родина
- Батько - Антон Васильович (1921–1979). Мати - Явдоха Павлівна (1919–1992) — колгоспники;
- дружина Зінаїда Іванівна (1946) — пенсіонерка;
- дочка Світлана (1964);
- син Сергій (1973).

### Освіта
Одеський сільськогосподарський інститут, агрономічний факультет (1961–1969), вчений агроном;
Захистив кандидатську дисертацію на тему: «Економічні та організаційні основи формування ринку зерна в Причорномор'ї України».

### Діяльність
- 07.1959-09.1961 роки — тракторист, колгосп «40 років Жовтня», село Іванівка Любашівського району.
- 09.-10.1961 року — студент Одеського сільськогосподарського інституту.
- 10.1961-08.1964 роки — служба в Радянській армії, в/ч 11856.
- 09.1964-03.1969 роки — студент Одеського сільськогосподарського інституту.
- 03.1969-01.1974 роки — головний агроном, голова колгоспу «Патріот», село Демидове Любашівського району.
- 01.1974-04.1985 роки — завідувач організаційного відділу, другий секретар, перший секретар Любашівського райкому КПУ.
- 04.1985-01.1986 роки — начальник управління сільського господарства Одеського обласного виконавчого комітету.
- 01.1986-02.1990 роки — перший заступник голови Агропромислового комітету Одеської області.
- 02.1990-04.1991 роки — голова ради «Одесаагропромспілка».
- 04.1991-05.1992 роки — начальник Управління з координації та розвитку агропромислового комплексу Одеської області.
- 05.1992-03.1993 роки — радник з питань земельної реформи секретаріату Одеської обласної ради народних депутатів.
- 03.1993-07.1994 роки — генеральний директор НВО «Еліта».
- 07.1994-10.1995 роки — заступник голови з виконавчої роботи Одеської обласної ради народних депутатів.
- 10.1995-07.2000 роки — заступник голови з питань агропромислового комплексу, торгівлі, побутового обслуговування Одеської обласної державної адміністрації.
- 09.1993-07.2000 роки — викладач, виконуючий обов'язки доцента, доцент (за сумісництвом) Одеського державного економічного університету.

1986–2000 роки — депутат, голова депутатської групи «Аграрна спілка Одещини», член президії Одеської обласної ради народних депутатів.
Член Комісії з питань аграрної та земельної реформи при Президентові України (11.1997-02.1999).
Член НП (з 02.1997), голова Одеської обласної організації НАПУ (з 02.1997), заступник голови НАПУ (з 05.1999), член політичного виконавчого комітету НАПУ (з 05.1999); член Політвиконкому НП.

### Політична кар`єра
Народний депутат України 3-го скликання 06.2000-04.2002 роки, виборчій округ № 143, Одеська область. На час виборів: заступник голови Одеської обласної державної адміністрації, член АПУ.
Член групи «Відродження регіонів» (07.2000-04.2001), член фракції Партії «Демократичний союз» (04.-07.2001). Член Комітету з питань аграрної політики та земельних відносин (з 10.2000).
Народний депутат України 4-го склик. 04.2002-04.2006 роки, виборчій округ № 144, Одеська область, висунутий Виборчім блоком політичних партій «За єдину Україну!». За 43,03%, 9 суперників. На час виборів: народний депутат України, член АПУ.
Член фракції «Єдина Україна» (05.-06.2002), член фракції «Аграрники України» (06.-10.2002), член фракції АПУ (10.2002-06.2004), уповноважений представник фракції НАПУ (06.2004-03.2005), уповноважений представник фракції НП (з 03.2005).
Перший заступник голови Комітету з питань аграрної політики та земельних відносин (з 06.2002).
03.2006 року кандидат в народні депутати України від Народного блоку Литвина, № 9 в списку.

### Захоплення
Садівництво, городництво.

## Звання та нагороди
- Орден «Знак Пошани» (1975).
- Орден «За заслуги» III ступеня (11.2001).
- Заслужений працівник сільського господарства України (12.1998).
- Почесна грамота Кабінету Міністрів України (12.2003).

## Творчість
Автор (співавтор) близько 30 праць, зокрема книг:
- «Агрономическая тетрадь по интенсивной технологии возделывания зерновых и зернобобовых культур» (1985),
- "Целевая комплексная научно-техническая программа «Агрокомплекс на 1986–1990 гг.» (1986),
- «Теория и практика интенсивной технологии возделывания озимых культур» (1989),
- «Агропромышленный комплекс области — проблемы и перспективы развития на 1991-95 гг. и на период до 2005 года» (1990),
- «Фитоклимат и урожай (наука-природа-земледелие)» (1990),
- «Экологические болезни растений» (1992),
- «Системы земледелия „АДЕКАД“ — основа устойчивого хозяйствования» (1993),
- «Про деякі економічні проблеми розвитку ринкових відносин в агропромисловому комплексі України» (2003).